# 馬利庫特村
馬利庫特村（波斯語：ملكوت），是伊朗吉兰省阿姆拉什县兰库区索馬姆鄉的一个村。2006年人口普查顯示該村人口为397人，分佈在101个家庭中。